# Actie (natuurkunde)
In de moderne natuurkunde is de actie een kenmerk van een traject/evolutie van een natuurkundig systeem over een tijdsperiode. Preciezer: het is een functionaal die aan elk mogelijk traject van een systeem een apart getal toekent. Dit getal drukt in zekere zin uit hoeveel die bepaalde beweging 'kost'. 
De kracht van deze definitie is als volgt: van alle mogelijke evoluties van een systeem, zal net déze gevolgd worden, waarvoor de actie ('kostprijs') minimaal is. Dit wordt ook wel het principe van de kleinste actie genoemd. Het begrip actie biedt de mogelijkheid om te specificeren hoe een systeem door de tijd evolueert. De actie van een systeem wordt meestal genoteerd als {\displaystyle S}. De eenheid van actie is Joule-seconden in SI-eenheden).

## Definitie
In het algemeen ziet de actie {\displaystyle S} er uit als:
{\displaystyle S=\int L\,\mathrm {d} t}
Hierin is {\displaystyle L} de lagrangiaan, een functie die afhangt van de toestand van het systeem op tijd {\displaystyle t}. {\displaystyle L} kan dus afhangen van de snelheid, de positie, ... 

## Voorbeeld: puntmassa in eendimensionale ruimte

### Geen krachten op het deeltje
Stel dat een puntmassa beweegt in een eendimensionale ruimte tussen de posities {\displaystyle x_{1}} en {\displaystyle x_{2}} binnen een tijdsduur {\displaystyle \Delta t} met een (in principe) tijdsafhankelijke snelheid {\displaystyle v(t)}. Neem aan dat er geen externe kracht op het deeltje werkt, zodat de lagrangiaan eenvoudig de kinetische energie {\displaystyle T} is. We kunnen de actie van het systeem dan bepalen als:
{\displaystyle S=\int _{0}^{\Delta t}T\,\mathrm {d} t=\int _{0}^{\Delta t}{\frac {mv(t)^{2}}{2}}\,\mathrm {d} t}
A priori is niet bekend hoe het deeltje zal bewegen tussen {\displaystyle x_{1}} en {\displaystyle x_{2}}. Elk gevolgd traject (evolutie) en zijn overeenkomstige snelheid {\displaystyle v(t)} is dus in principe mogelijk.
1. Stel dat het deeltje eenparig beweegt over het gehele traject. Bij een constante snelheid is {\displaystyle v(t)=v} en wordt de actie:
{\displaystyle \quad S=\int _{0}^{\Delta t}{\tfrac {1}{2}}mv^{2}\,\mathrm {d} t={\tfrac {1}{2}}mv^{2}\Delta t}
2. Het deeltje zou ook eerst gedurende een periode {\displaystyle \Delta t/2} met een snelheid {\displaystyle v/2} kunnen reizen en dan gedurende een periode {\displaystyle \Delta t/2} met een snelheid {\displaystyle 3v/2}. Als men opnieuw de actie berekent, vindt men:
{\displaystyle \quad S={\tfrac {1}{2}}m(v/2)^{2}{\frac {1}{2}}\Delta t+{\tfrac {1}{2}}m(3v/2)^{2}{\frac {1}{2}}\Delta t={\tfrac {5}{4}}{\tfrac {1}{2}}mv^{2}\Delta t}
Deze actie is groter dan in het eerste geval, namelijk 5/4maal de actie van het eerste pad.
3. Voor elk ander mogelijk pad en elke andere beweging is de actie altijd groter dan de actie van het eerste pad.

#### Traject van de minste actie
Samengevat blijkt uit het bovenstaande dat er slechts één traject is (dus één enkele {\displaystyle v(t)}) waarover de actie minimaal is. Nu is het een ervaringsfeit dat het deeltje het traject zal volgen waarvoor de actie {\displaystyle S} het kleinst is. Andersom geldt: door het definiëren van de actie ligt de beweging van het deeltje volledig vast.
Uiteraard stemt de beweging in de situatie van de minste actie overeen met de eerste wet van Newton: een deeltje waarop geen kracht werkt, beweegt met constante snelheid. Men kan concluderen dat de bovenstaande actie precies die is van een deeltje dat niet aan krachten onderhevig is.

### Krachten op het deeltje
Het bovenstaande voorbeeld gaf de actie voor een puntmassa, niet aan een kracht onderhevig. Wat nu als het deeltje aan een kracht onderhevig is, kan men dan ook een actie vinden waarvoor het gevolgde pad (ten gevolge van de kracht) precies het pad is waarvoor de actie minimaal is? Dat kan inderdaad: het principe van minimale actie is voor veel systemen een alternatieve manier om de tijdsevolutie te geven. De lagrangiaan {\displaystyle L} zal er dan anders uitzien.

## Variatierekening
Zelfs voor een eenvoudig voorbeeld als het bovenstaande is het niet eenvoudig om aan te tonen dat het gevonden pad inderdaad het pad is waarvoor de actie minimaal is. In feite zou men voor alle mogelijke paden (dat zijn er uiteraard oneindig veel) de actie moeten berekenen en nagaan voor welke pad de actie {\displaystyle S} daadwerkelijk het kleinst is. Dat is een zeer uitgebreide opgave.
Er is echter een eenvoudiger methode. Stel dat we een actie hebben, met lagrangiaan {\displaystyle L}, wat zijn dan de bewegingsvergelijkingen van het systeem?
Neem voor de eenvoud weer een puntmassa, waarvan de tijds-afhankelijke positie is gegeven door {\displaystyle x(t)}. Stel bovendien dat de lagrangiaan alleen afhangt van de positie {\displaystyle x(t)} en snelheid {\displaystyle {\dot {x}}(t)} van het deeltje ({\displaystyle {\dot {x}}} is de afgeleide van de positie {\displaystyle x} naar de tijd).
{\displaystyle L=L(x(t),{\dot {x}}(t))}
De eis dat de actie minimaal is, zal de bewegingsvergelijkingen opleveren van het deeltje. Stel dat de actie
{\displaystyle S=\int _{t_{1}}^{t_{2}}\,L(x,{\dot {x}})\,\mathrm {d} t}
extreem is voor een bepaald pad {\displaystyle x_{\text{echt}}(t)}. Het pad loopt tussen een begintijd {\displaystyle t_{1}} en een eindtijd {\displaystyle t_{2}}, en beginpositie {\displaystyle x_{1}=x(t_{1})} en eindpositie {\displaystyle x_{2}=x(t_{2})}. Beschouw de actie van een naburig pad, dus een pad
{\displaystyle x_{\text{pert}}(t)=x_{\text{echt}}(t)+\varepsilon (t)}
We gebruiken het subscript 'pert' omdat het naburige pad slechts een kleine perturbatie is ten opzichte van het echte minimum. 
Omdat het naburige pad tussen dezelfde eindpunten moet lopen, moet op de begin- en eindtijd het verschil {\displaystyle \varepsilon } nul zijn:
{\displaystyle \varepsilon (t_{1})=\varepsilon (t_{2})=0}
Tot op eerste orde, is het verschil tussen de acties van beide paden:
{\displaystyle {\begin{aligned}\delta S&=\int _{t_{1}}^{t_{2}}{\big (}L(x_{\text{echt}}+\varepsilon ,{\dot {x}}_{\text{echt}}+{\dot {\varepsilon }})-L(x_{\text{echt}},{\dot {x}}_{\text{echt}}){\big )}\,\mathrm {d} t\\&=\int _{t_{1}}^{t_{2}}\left(\varepsilon {\partial L \over \partial x}+{\dot {\varepsilon }}{\partial L \over \partial {\dot {x}}}\right)\,\mathrm {d} t\end{aligned}}}
Met partiële integratie op de laatste term, en de randvoorwaarden {\displaystyle \varepsilon (t_{1})=\varepsilon (t_{2})=0} opleggen, krijgt men
{\displaystyle \delta S=\int _{t_{1}}^{t_{2}}\left(\varepsilon {\partial L \over \partial x}-\varepsilon {\mathrm {d}  \over \mathrm {d} t}{\partial L \over \partial {\dot {x}}}\right)\,\mathrm {d} t}
Eisen dat de actie minimaal is voor het echte pad {\displaystyle x_{\text{echt}}}, is gelijk met eisen dat het bovenstaande verschil {\displaystyle \delta S} tot op eerste orde nul is. (Net zoals een minimum van een functie als eigenschap heeft dat de functiewaarde in de omgeving tot op eerste orde niet verschilt - wat equivalent is aan de eis dat de afgeleide nul is.) Dit kan alleen indien
{\displaystyle {\partial L \over \partial x}-{\mathrm {d}  \over \mathrm {d} t}{\partial L \over \partial {\dot {x}}}=0}
Dit is de Euler-Lagrange-vergelijking. Uitgedrukt in termen van een functionele afgeleide, kan men stellen dat de Euler-Lagrange-vergelijking equivalent is met de eis
{\displaystyle {\frac {\delta S}{\delta x(t)}}=0}

### Minimaal versus stationair
In de afleiding van de Euler-Lagrange-vergelijking hierboven werd niet strikt geëist dat het om een minimum van de actie gaat. Strikt gesproken hoeft dat ook niet. De bewegingsvergelijking van Euler-Lagrange, afgeleid van het actie-principe, komt overeen met paden waarvoor de actie stationair is. Een lokaal minimum, maximum of ander extremum mag ook. Kwalitatief is het gemakkelijk om te spreken over 'paden van minimale kosten' (of minimale actie dus).

## Kwantummechanica
Het actieprincipe is veel gebruikt in de kwantummechanica. In tegenstelling tot de klassieke mechanica, waar een systeem een unieke tijdevolutie heeft, kan een systeem volgens de kwantummechanica eigenlijk elk mogelijk pad/evolutie volgen. De paden met een grotere actie zijn echter sterker onderdrukt (minder waarschijnlijk), het klassieke traject geeft de voornaamste bijdrage.
Concreet: beschouw een kwantumdeeltje dat op positie {\displaystyle x_{1}} is. Op een later tijdstip zal dit deeltje uitgespreid zijn en een uitgesmeerde golffunctie hebben. Laten we de kans dat we dus op een later tijdstip het deeltje aantreffen op een andere positie {\displaystyle x_{2}} noteren met
{\displaystyle P(x_{1}\rightarrow x_{2})=\langle x_{1}|x_{2}\rangle }
Men kan deze waarschijnlijkheid berekenen met behulp van de Schrödinger-vergelijking, maar ook door middel van een padintegraal, als volgt
{\displaystyle \langle x_{1}|x_{2}\rangle =\int [\mathrm {d} x]e^{iS/\hbar }}
Hierin is {\displaystyle S} de actie, {\displaystyle \hbar } de gereduceerde constante van Planck, en is de padintegraal een som over alle mogelijke paden die van {\displaystyle x_{1}} naar {\displaystyle x_{2}} lopen. (Merk op dat het argument van de exponentiële dimensieloos is.) Voor stationaire paden is de actie van naburige paden ongeveer gelijk en is dus het argument van de bovenstaande padintegraal ongeveer constant in die regio. Voor meer algemene paden is de actie niet stationair/minimaal. Dan is de actie zeer verschillend voor naburige paden, zodat de exponentiële sterk oscilleert en de bijdragen van de verschillende paden elkaar opheffen. Dat toont dat de waarschijnlijkheid {\displaystyle \langle x_{1}|x_{2}\rangle } vooral bijdragen krijgt van klassieke paden.
De padintegraal-formulering is ook van belang voor kwantumveldentheorie en snaartheorie.